# Борове (Млавський повіт)
Борове (пол. Borowe) — село в Польщі, у гміні Ліповець-Косьцельний Млавського повіту Мазовецького воєводства.
Населення — 32 особи (2011).
У 1975-1998 роках село належало до Цехановського воєводства.

## Демографія
Демографічна структура станом на 31 березня 2011 року:
|          | Загалом | Допрацездатний вік | Працездатний вік | Постпрацездатний вік |
| -------- | ------- | ------------------ | ---------------- | -------------------- |
| Чоловіки | 18      | 3                  | 14               | 1                    |
| Жінки    | 14      | 4                  | 9                | 1                    |
| Разом    | 32      | 7                  | 23               | 2                    |